# 五社神社・諏訪神社

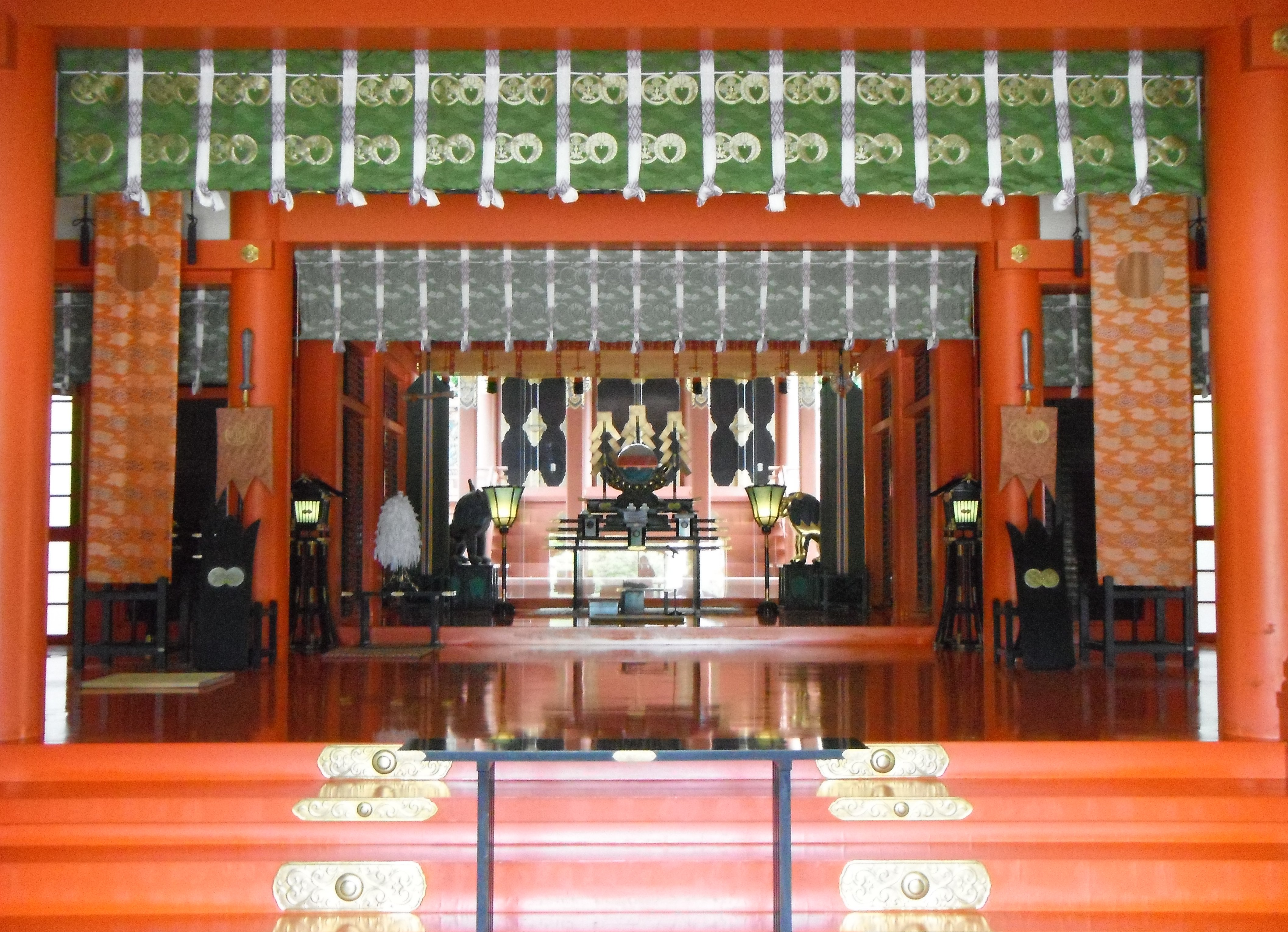
拝殿（内部）

五社神社（ごしゃじんじゃ）・諏訪神社（すわじんじゃ）は、静岡県浜松市中央区利町、JR浜松駅の西北西約1kmの中心市街地にある神社である。
隣接して鎮座していた五社神社と諏訪神社とが、昭和35年（1960年）に法人格を一つとして五社神社・諏訪神社と称したものである。合併の後に神社本庁の別表神社に加列された。現社殿は昭和57年（1982年）の再建であり、1つの社殿内に両社の祭神を祀っている。両社ともに徳川秀忠の産土神とされたことから、子守り、子育ての神として人々の崇敬を集めている。

## 五社神社
五社神社は、太玉命、武雷命、斎主命、天児屋根命、姫大神の五柱の神を主祭神とし、ここから「五社神社」という社名になっている。元々は太玉命を祀る神社であったものに、春日大社の祭神四柱を勧請して現在の五柱となったものと見られている。相殿に応神天皇、徳川家康を祀るほか、菅原道真、大鷦鷯尊、稲倉魂命、大日女命、素戔嗚命を合祀している。
戦国時代初期の曳馬城（後の浜松城）主・久野越中守が城内に創建したのに始まるといわれる。後に徳川家康が浜松城主になり、天正7年（1579年）に三男長松（後の徳川秀忠）が誕生すると当社を産土神とし、現在地に社殿を建立して天正8年（1580年）7月に遷座、社領15石を寄進した。慶長15年（1610年）に秀忠から100石が寄進された。寛永11年（1634年）の家光上洛の際、東照宮（徳川家康）を勧請し、200石が加えられ、以降、300石の朱印地を領することとなった。明治6年（1873年）に県社に列格した。
かつての社殿は寛永18年（1641年）に家光の命で再建されたもので、大正3年(1914年）に特別保護建造物（現行法の「重要文化財」に相当）に指定されたが、昭和20年（1945年）6月18日に第二次世界大戦の戦災（浜松空襲）により全焼した。焼失した社殿は、拝殿・石の間・本殿が一体となった権現造であった。

## 諏訪神社
諏訪神社は、建御名方命、八坂刀売命、事代主命を主祭神とし、相殿に徳川家康を祀る。当社の神職について、社家の杉浦氏、渡辺氏は諏訪大社と同じく代々大祝を称した。
延暦10年（791年）に坂上田村麻呂が東征の折に敷智郡上中島村（現在の浜松市天神町）に奉斎したのに始まるとされる。幾度かの変遷を経て、弘治2年（1556年）に神託により浜松に遷され、五社神社と同じく徳川家の崇敬を受けた。寛永11年（1634年）の家光上洛の際に、五社神社と同じく東照宮を勧請し、社領の加増を受け、以降300石の朱印地を領することとなった。寛永18年、家光の命により現在地の五社神社社殿の隣に社殿が造営され、遷座した。
旧社殿には元和元年（1615年）と寛永18年（1641年）の棟札があった。この社殿は様式的にみて、元和年間建立のものを寛永年間に移転改築したものとみられる。この旧社殿は昭和13年（1938年）に当時の国宝保存法に基づく国宝（現行法の「重要文化財」に相当）に指定されたが、昭和20年6月18日に戦災により全焼した。権現造の社殿のほか、透塀、唐門、楼門を含む4棟が旧国宝に指定されていた。

## アクセス
- 遠鉄バス9さなる台線、9・9-22大平台線「五社神社入口」停留所から徒歩約5分。
- 遠鉄バス8富塚じゅんかん、50山の手医大線、51泉高丘線、53・56萩丘都田線、58和合西山線「伝馬町」停留所から徒歩約5分。
- JR東海道線浜松駅北口から徒歩約20分。
- 遠鉄電車新浜松駅・第一通り駅から徒歩約15分。